# Jo Mun-ju
Jo Mun-ju (조문주?; Seul, 29 luglio 1964) è un'ex cestista sudcoreana.

## Carriera
Con la Corea del Sud ha disputato le Olimpiadi del 1988 e due Campionati del mondo (1986, 1990).